# Жан Лакассань

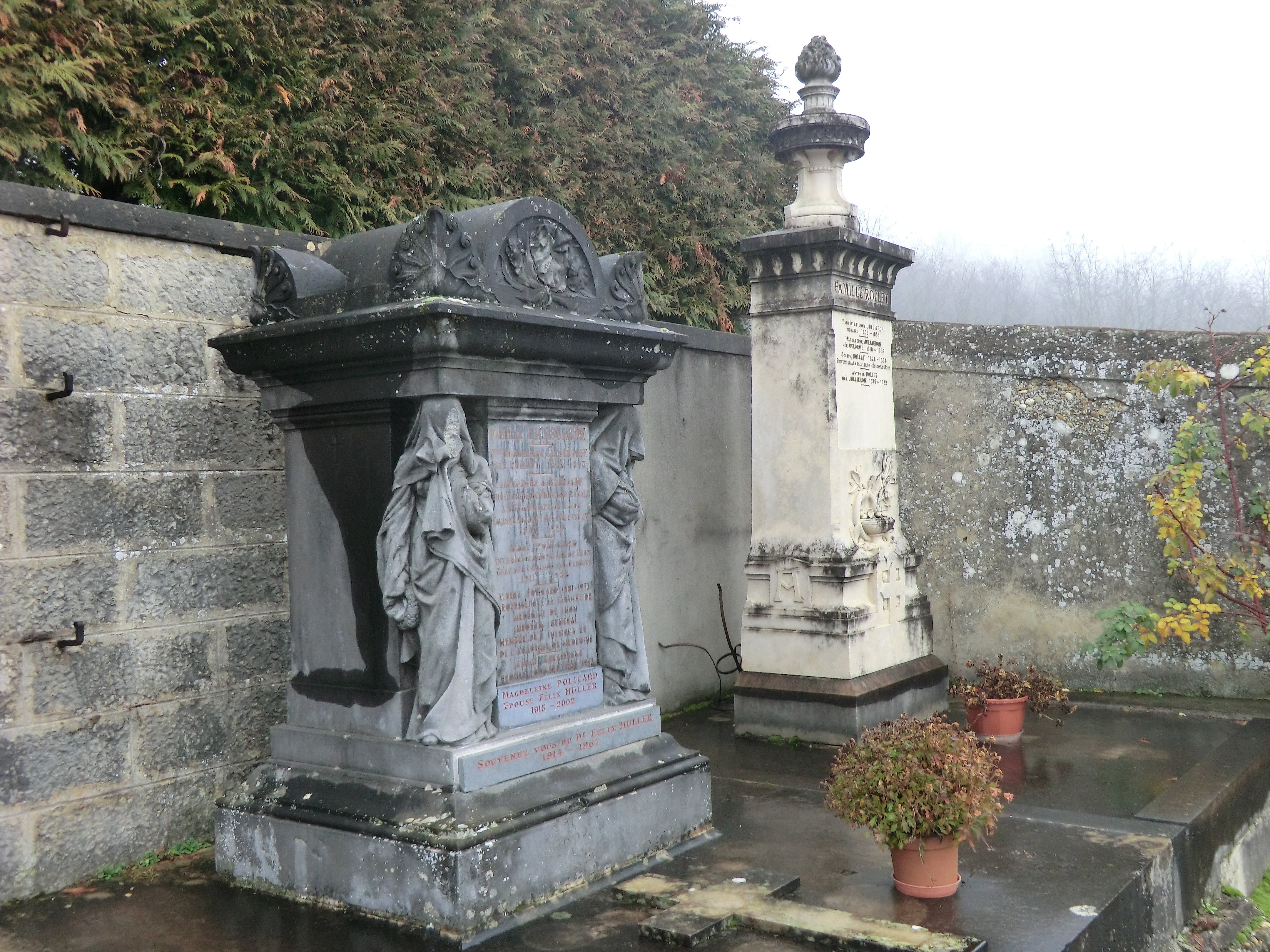
Місце поховання

Жан Лакассань (фр. Jean Lacassagne; 2 січня 1886, Ліон, Франція — січень 1960, Ліон, Франція) — французький лікар і артолог, фахівець зі шкірних і венеричних хвороб. Син Александра Лакассаня.
З 1916 асистент, пізніше — директор лікарні Hôpital de l'Antiquaille в Ліоні.
Кавалер ордена Почесного легіону (1925).